# Basket Femminile Le Mura Lucca 2015-2016
Questa voce raccoglie le informazioni riguardanti il Basket Femminile Le Mura Lucca nelle competizioni ufficiali della stagione 2015-2016.

## Stagione
La stagione 2015-2016 è la sesta consecutiva che il Basket Femminile Le Mura Lucca, sponsorizzato Gesam Gas&Luce, disputa in Serie A1.
La presentazione ufficiale della squadra è avvenuta il 10 settembre 2015 a Lucca presso Villa Bottini.

## Verdetti stagionali
Competizioni nazionali
- Serie A1:

stagione regolare: 1º posto su 14 squadre (23-3);
play-off: Finalista contro Schio (0-3).
- Coppa Italia:

semifinale persa contro Schio.

## Rosa
|    | Naz.                                              | Ruolo | Sportivo         | Anno | Alt. |  |        |
| -- | ------------------------------------------------- | ----- | ---------------- | ---- | ---- |  | ------ |
| 5  | Italia (bandiera)                                 | G     | Marta Viale      | 1996 | 171  |  |        |
| 6  | Italia (bandiera)                                 | A     | Nene Diene       | 1992 | 180  |  | [ 4 ]  |
| 7  | Italia (bandiera)                                 | G     | Elisa Templari   | 1989 | 173  |  |        |
| 8  | Italia (bandiera)                                 | P     | Francesca Dotto  | 1993 | 169  |  |        |
| 10 | Stati Uniti (bandiera)                            | GA    | Julie Wojta      | 1989 | 189  |  |        |
| 11 | Italia (bandiera)                                 | P     | Erica Reggiani   | 1994 | 174  |  |        |
| 12 | Stati Uniti (bandiera) · Nuova Zelanda (bandiera) | A     | Jillian Harmon   | 1987 | 186  |  |        |
| 14 | Italia (bandiera)                                 | G     | Martina Crippa   | 1989 | 178  |  | (cap.) |
| 15 | Italia (bandiera)                                 | A     | Letizia Gaeta    | 1995 | 176  |  |        |
| 17 | Stati Uniti (bandiera) · Italia (bandiera)        | C     | Maria Laterza    | 1989 | 191  |  | [ 5 ]  |
| 20 | Italia (bandiera)                                 | PG    | Martina Mandroni | 1998 | 163  |  |        |
| 21 | Stati Uniti (bandiera)                            | AC    | Kayla Pedersen   | 1989 | 193  |  |        |
| 44 | Italia (bandiera)                                 | C     | Valentina Gatti  | 1988 | 190  |  |        |

## Mercato

### Sessione estiva
Per il decimo anno consecutivo Mirco Diamanti è alla guida della squadra.
Confermate Elisa Templari, Martina Crippa, e Kayla Pedersen, con il rientro dall'infortunio per Julie Wojta e Letizia Gaeta, la società ha effettuato i seguenti trasferimenti:
| Acquisti | Acquisti        | Acquisti            | Acquisti   |
| R.       | Nome            | da                  | Modalità   |
| -------- | --------------- | ------------------- | ---------- |
| G        | Marta Viale     | GMV Basket Ghezzano | prestito   |
| A        | Nene Diene      | NBA-Zena            | definitivo |
| P        | Francesca Dotto | Reyer Venezia       | definitivo |
| A        | Jillian Harmon  | Townsville Fire     | definitivo |
| C        | Valentina Gatti | CUS Cagliari        | definitivo |

| Cessioni | Cessioni        | Cessioni         | Cessioni       |
| R.       | Nome            | a                | Modalità       |
| -------- | --------------- | ---------------- | -------------- |
| PG       | Veronica Perini | FeBa Civ. Marche | fine contratto |
| C        | Nikolina Milić  | CUS Cagliari     | fine contratto |
| A        | Alice Richter   | Alpo Basket      | fine contratto |
| A        | Eva Komplet     | Novi Zagreb      | fine contratto |
| C        | Elisa Ercoli    | GEAS             | fine contratto |

### Sessione invernale
| Acquisti | Acquisti      | Acquisti | Acquisti   |
| R.       | Nome          | da       | Modalità   |
| -------- | ------------- | -------- | ---------- |
| C        | Maria Laterza | GEAS     | definitivo |

| Cessioni | Cessioni | Cessioni | Cessioni |
| R.       | Nome     | a        | Modalità |
| -------- | -------- | -------- | -------- |

## Risultati

### Campionato

#### Girone di andata
| Arbitri: | Gianluca Gagliardi (Napoli) Chiara Maschietto (Treviso) Giulia Sartori (Venezia) |

|            |          |             |
| Simmons 15 | Punti    | 21 Pedersen |
| Tikvić 6   | Rimbalzi | 9 Wojta     |

| Arbitri: | Federico Brindisi (Torino) Elena Colazzo (Galatina) Mattia Martellosio (Milano) |

|                 |          |             |
| Harmon 26       | Punti    | 23 Ugoka    |
| Crippa, Dotto 4 | Assist   | 2 Marangoni |
| Wojta 9         | Rimbalzi | 9 Ugoka     |

| Arbitri: | Luca Maffei (Treviso) Chiara Vanzini (Milano) Andrea Chersicla (Como) |

|              |          |            |
| Crudo 13     | Punti    | 27 Harmon  |
| D'Alie 3     | Assist   | 6 Dotto    |
| Tognalini 10 | Rimbalzi | 8 Pedersen |

| Arbitri: | Francesco Terranova (Ferrara) Veronica Restuccia (Bologna) Alessandro Saraceni (Zola Predosa) |

|           |          |             |
| Crippa 25 | Punti    | 14 Treffers |
| Dotto 6   | Assist   | 3 Gray      |
| Wojta 6   | Rimbalzi | 10 Treffers |

| Arbitri: | Chiara Maschietto (Treviso) Luca Bonfante (Vicenza) Alessandro Perciavalle (Torino) |

|                  |          |                 |
| Quinn 16         | Punti    | 26 Harmon       |
| Quinn 5          | Assist   | 3 Dotto         |
| Burdick, Quinn 8 | Rimbalzi | 6 Harmon, Wojta |

| Arbitri: | Valerio Grigioni (Roma) Alessandro Buttinelli (Roma) Achille Ascione (Caserta) |

|                  |          |              |
| Dotto 20         | Punti    | 15 Dietrick  |
| Dotto 5          | Assist   | 2 Bove       |
| Crippa, Harmon 7 | Rimbalzi | 9 Wicijowski |

| Arbitri: | Mauro Moretti (Marsciano) Angelo Bramante (Verona) Marcello Callea (Sassari) |

|                         |          |             |
| Christmas 16            | Punti    | 18 Pedersen |
| Christmas 4             | Assist   | 5 F. Dotto  |
| Christmas, Fontenette 7 | Rimbalzi | 12 Wojta    |

| Arbitri: | Francesco Terranova (Ferrara) Rosa Anna Nocera (Catanzaro) Umberto Tallon (Bologna) |

|             |          |                     |
| Anderson 16 | Punti    | 18 Crippa, Pedersen |
| Anderson 4  | Assist   | 3 Dotto             |
| Smith 9     | Rimbalzi | 19 Pedersen         |

| Arbitri: | Giulio Pepponi (Spello) Michela Padovano (Bari) Simone Patti (Montesilvano) |

|                   |          |                    |
| Harmon 19         | Punti    | 15 Bailey          |
| Dotto, Pedersen 5 | Assist   | 2 Bailey, Gianolla |
| Harmon 10         | Rimbalzi | 7 Bailey           |

| Arbitri: | Matteo Boninsegna (Milano) Giulia Sartori (Venezia) Roberto Radaelli (Rho) |

|                 |          |             |
| Walker 16       | Punti    | 16 Pedersen |
| Gatti, Macchi 3 | Assist   | 5 Dotto     |
| Anderson 11     | Rimbalzi | 13 Wojta    |

| Arbitri: | Luca Bonfante (Vicenza) Stefano Wassermann (Trieste) Gabriele Gagno (Treviso) |

|          |          |              |
| Wojta 22 | Punti    | 18 Consolini |
| Dotto 7  | Assist   |              |
| Wojta 10 | Rimbalzi | 15 Brunson   |

| Arbitri: | Mauro Moretti (Marsciano) Angela Rita Castiglione (Palermo) Riccardo Bianchini (Bagno a Ripoli) |

|           |          |             |
| Harmon 33 | Punti    | 17 Mandache |
| Dotto 5   | Assist   | 2 Mandache  |
| Wojta 16  | Rimbalzi | 9 Ercoli    |

| Arbitri: | Marco Rudellat (Nuoro) Marcello Callea (Porto Torres) William Raimondo (Roma) |

|                 |          |            |
| Prahalis 23     | Punti    | 30 Harmon  |
| Arioli, Benić 4 | Assist   | 4 Reggiani |
| Milić 8         | Rimbalzi | 13 Wojta   |

#### Girone di ritorno
| Arbitri: | Marco Marton (Conegliano) Daniele Yang Yao (Vigasio) Alessandro Pilati (Zanè) |

|            |          |                   |
| Simmons 20 | Punti    | 22 Harmon         |
| Milazzo 3  | Assist   | 2 Wojta           |
| Tikvić 9   | Rimbalzi | 7 Pedersen, Wojta |

| Arbitri: | Valerio Grigioni (Roma) Saverio Barone (Brescia) Giacomo Dori (Mirano) |

|                   |          |                 |
| De Pretto 16      | Punti    | 27 Harmon       |
| Březinová, Zara 3 | Assist   | 7 Dotto         |
| Ugoka 17          | Rimbalzi | 7 Dotto, Harmon |

| Arbitri: | Andrea Masi (Firenze) Angela Rita Castiglione (Palermo) Diletta Bandinelli (Murlo) |

|           |          |            |
| Harmon 22 | Punti    | 17 Orrange |
| Dotto 4   | Assist   |            |
| Harmon 12 | Rimbalzi | 6 Crudo    |

| Arbitri: | Damiano Capozziello (Brindisi) Francesco Meneghini (Thiene) Elena Colazzo (Galatina) |

|               |          |                |
| Treffers 16   | Punti    | 25 Harmon      |
| Tagliamento 2 | Assist   | 2 Dotto, Wojta |
| Gray 11       | Rimbalzi | 9 Harmon       |

| Arbitri: | Alessandro Saraceni (Zola Predosa) Gabriele Gagno (Spresiano) Vito Modesto Stoppa (Ferrara) |

|             |          |                     |
| Pedersen 17 | Punti    | 12 Bocchetti, Quinn |
| Reggiani 4  | Assist   | 2 Pastore, Quinn    |
| Harmon 6    | Rimbalzi | 8 Petronytė         |

| Arbitri: | Angelo Bramante (Verona) Michele Gasparri (Pesaro) Valentina Del Monaco (Maddaloni) |

|                        |          |                 |
| Brown 16               | Punti    | 25 Harmon       |
| (quattro giocatrici) 2 | Assist   | 3 Dotto, Harmon |
| Barberis 7             | Rimbalzi | 13 Wojta        |

| Arbitri: | Chiara Maschietto (Treviso) Daniela Bellamio (Latina) Anna Rosa Nocera (Catanzaro) |

|            |          |             |
| Ivezić 19  | Punti    | 14 Pedersen |
| Dietrick 3 | Assist   | 5 Pedersen  |
| Ivezić 10  | Rimbalzi | 10 Pedersen |

| Arbitri: | Martino Galasso (Siena) Claudio Di Toro (Perugia) Alessio Sansone (Aprilia) |

|                        |          |              |
| Harmon 24              | Punti    | 19 Christmas |
| Pedersen 2             | Assist   | 2 Dotto      |
| (quattro giocatrici) 6 | Rimbalzi | 8 Růžičková  |

| Arbitri: | Elena Colazzo Marco Pierantozzi Salvatore Nuara |

|                |          |                   |
| Harmon 20      | Punti    | 10 Anderson, Coen |
| Dotto, Wojta 2 | Assist   |                   |
| Wojta 11       | Rimbalzi | 8 Coen            |

| Arbitri: | Alberto Scrima Marco Rudellat Saverio Barone |

|             |          |             |
| Gianolla 13 | Punti    | 19 Harmon   |
| Gianolla 6  | Assist   | 4 Dotto     |
| Davis 11    | Rimbalzi | 12 Pedersen |

| Arbitri: | Mauro Moretti Leonardo Solfanelli William Raimondo |

|             |          |             |
| Dotto 20    | Punti    | 18 Anderson |
| Dotto 5     | Assist   |             |
| Pedersen 10 | Rimbalzi | 8 Yacoubou  |

| Arbitri: | Alessandro Nicolini Damiano Capozziello Angelo Caforio |

|            |          |           |
| Brunson 17 | Punti    | 19 Harmon |
| Gorini 4   | Assist   |           |
| Brunson 17 | Rimbalzi | 10 Harmon |

| Arbitri: | Riccardo Bianchini Valentina Del Monaco Veronica Restuccia |

|            |          |             |
| Harmon 33  | Punti    | 23 Prahalis |
| Dotto 4    | Assist   | 4 Prahalis  |
| Pedersen 6 | Rimbalzi | 9 Milić     |

#### Play-off

##### Quarti di finale
| Arbitri: | Silvia Marziali Paolo Lestingi Diletta Bandinelli |

|             |          |             |
| Pedersen 17 | Punti    | 25 Anderson |
| Wojta 5     | Assist   | 4 Anderson  |
| Harmon 10   | Rimbalzi | 12 Smith    |

| Arbitri: | Daniele Alfio Foti Marco Rudellat Marcello Callea |

|             |          |          |
| Anderson 14 | Punti    | 18 Wojta |
| Anderson 4  | Assist   | 4 Harmon |
| Smith 9     | Rimbalzi | 9 Wojta  |

##### Semifinale
| Arbitri: | Chiara Maschietto Valerio Grigioni William Raimondo |

|                    |          |              |
| Harmon 28          | Punti    | 21 Bagnara   |
| F. Dotto 5         | Assist   | 3 Fontenette |
| Crippa, Pedersen 8 | Rimbalzi | 7 Christmas  |

| Arbitri: | Angela Rita Castiglione Christian Borgo Alessandro Costa |

|              |          |                              |
| Růžičková 19 | Punti    | 18 F. Dotto, Wojta 17 Harmon |
| Carangelo 4  | Assist   | 8 F. Dotto                   |
| Růžičková 9  | Rimbalzi | 10 Pedersen                  |

##### Finale
La serie finale si disputa al meglio delle 5 gare.
| Arbitri: | Francesco Terranova Jacopo Pazzaglia Christian Mottola |

|                       |          |             |
| Pedersen 13 Harmon 12 | Punti    | 12 Anderson |
|                       | Assist   | 3 Anderson  |
| Wojta 10              | Rimbalzi | 13 Yacoubou |

| Arbitri: | Chiara Maschietto Silvia Marziali Angela Rita Castiglione |

|                         |          |             |
| Dotto 17                | Punti    | 25 Yacoubou |
| Crippa, Harmon, Wojta 2 | Assist   | 4 Sottana   |
| Wojta 7                 | Rimbalzi | 13 Yacoubou |

| Arbitri: | Elena Colazzo (Milano) Nicola Beneduce (Caserta) Pasquale Pecorella (Trani) |

|                              |          |                    |
| Anderson, Sottana, Walker 14 | Punti    | 14 Dotto 13 Harmon |
| Macchi 5                     | Assist   | 7 Dotto            |
| Yacoubou 14 Walker 12        | Rimbalzi | 10 Harmon          |

### Coppa Italia

#### Semifinale
| Arbitri: | Stefano Wassermann Giulio Giovannetti Daniela Bellamio |

|                     |          |             |
| Macchi, Yacoubou 13 | Punti    | 29 Harmon   |
| (5 giocatrici) 3    | Assist   | 3 Dotto     |
| Yacoubou 8          | Rimbalzi | 16 Pedersen |

## Statistiche
Aggiornate al 15 maggio 2016.

### Statistiche di squadra
| Competizione | Punti | In casa | In casa | In casa | In casa | In casa | In trasferta | In trasferta | In trasferta | In trasferta | In trasferta | Totale | Totale | Totale | Totale | Totale | Totale |
| Competizione | Punti | G       | V       | P       | Ptf     | Pts     | G            | V            | P            | Ptf          | Pts          | G      | V      | P      | Ptf    | Pts    | Diff.  |
| ------------ | ----- | ------- | ------- | ------- | ------- | ------- | ------------ | ------------ | ------------ | ------------ | ------------ | ------ | ------ | ------ | ------ | ------ | ------ |
| Serie A1     | 46    | 12      | 10      | 2       | 877     | 704     | 14           | 13           | 1            | 1004         | 804          | 26     | 23     | 3      | 1881   | 1508   | +373   |
| Play-off     |       | 4       | 2       | 2       | 272     | 270     | 3            | 2            | 1            | 191          | 187          | 7      | 4      | 3      | 463    | 457    | +6     |
| Coppa Italia |       | -       | -       | -       | -       | -       | 1            | 0            | 1            | 60           | 68           | 1      | 0      | 1      | 60     | 68     | -8     |
| Totale       | 46    | 16      | 12      | 4       | 1149    | 974     | 18           | 15           | 3            | 1255         | 1059         | 34     | 27     | 7      | 2404   | 2033   | +371   |

### Andamento in campionato
La venticinquesima giornata è stata anticipata al 13 febbraio, dunque si colloca tra la 18ª e la 19ª.
| Giornata  | 1 | 2 | 3 | 4 | 5 | 6 | 7 | 8 | 9 | 10 | 11 | 12 | 13 | 14 | 15 | 16 | 17 | 18 | 25 | 19 | 20 | 21 | 22 | 23 | 24 | 26 |
| --------- | - | - | - | - | - | - | - | - | - | -- | -- | -- | -- | -- | -- | -- | -- | -- | -- | -- | -- | -- | -- | -- | -- | -- |
| Risultato | V | V | V | V | V | V | V | V | V | V  | P  | V  | V  | V  | V  | V  | V  | V  | V  | V  | V  | V  | V  | P  | P  | V  |
| Posizione | 1 | 3 | 2 | 3 | 2 | 2 | 2 | 2 | 1 | 1  | 2  | 2  | 2  | 2  | 2  | 2  | 1  | 1  | 1  | 1  | 1  | 1  | 1  | 1  | 1  | 1  |

Legenda:

Luogo: N = Campo neutro; C = Casa; T = Trasferta. Risultato: V = Vittoria; P = Sconfitta.

### Statistiche delle giocatrici
Totali: campionato, play-off e coppa
| Giocatrice       | Partite | Partite | Partite | Pun | Min. | Falli | Falli | Tiri da 2 | Tiri da 2 | Tiri da 2 | Tiri da 3 | Tiri da 3 | Tiri da 3 | Tiri Liberi | Tiri Liberi | Tiri Liberi | Rimbalzi | Rimbalzi | Rimbalzi | Stopp. | Stopp. | Palle | Palle | Ass | Val. | Val.  | A+dP |
| Giocatrice       | Pr      | PG      | SF      | Pun | Min. | C     | S     | R         | T         | %         | R         | T         | %         | R           | T           | %           | O        | D        | T        | D      | S      | P     | R     | Ass | Lega | OER   | A+dP |
| ---------------- | ------- | ------- | ------- | --- | ---- | ----- | ----- | --------- | --------- | --------- | --------- | --------- | --------- | ----------- | ----------- | ----------- | -------- | -------- | -------- | ------ | ------ | ----- | ----- | --- | ---- | ----- | ---- |
| Jillian Harmon   | 34      | 34      | 34      | 653 | 1206 | 82    | 137   | 281       | 546       | 51,5      | 0         | 6         | 0,0       | 91          | 145         | 62,8        | 58       | 160      | 218      | 5      | 10     | 72    | 109   | 41  | 674  | 89,76 | 78   |
| Francesca Dotto  | 34      | 34      | 34      | 391 | 975  | 90    | 126   | 120       | 287       | 41,8      | 24        | 98        | 24,5      | 79          | 103         | 76,7        | 21       | 80       | 101      | 4      | 8      | 96    | 120   | 127 | 410  | 73,32 | 151  |
| Kayla Pedersen   | 34      | 34      | 34      | 369 | 1105 | 84    | 144   | 138       | 299       | 46,2      | 0         | 2         | 0,0       | 93          | 138         | 67,4        | 99       | 151      | 250      | 10     | 10     | 61    | 78    | 41  | 529  | 80,44 | 58   |
| Julie Wojta      | 34      | 34      | 34      | 365 | 1095 | 69    | 76    | 148       | 320       | 46,2      | 3         | 16        | 18,7      | 60          | 70          | 85,7        | 90       | 166      | 256      | 4      | 6      | 79    | 97    | 59  | 508  | 75,88 | 77   |
| Martina Crippa   | 34      | 34      | 34      | 351 | 1009 | 111   | 83    | 101       | 207       | 48,8      | 30        | 92        | 32,6      | 59          | 73          | 80,8        | 39       | 92       | 131      | 1      | 5      | 57    | 94    | 45  | 350  | 87,18 | 82   |
| Elisa Templari   | 34      | 34      |         | 109 | 462  | 47    | 17    | 26        | 66        | 39,4      | 17        | 71        | 23,9      | 6           | 9           | 66,7        | 4        | 25       | 29       |        | 2      | 17    | 14    | 9   | 15   | 62,91 | 6    |
| Erica Reggiani   | 34      | 33      |         | 96  | 424  | 60    | 50    | 30        | 86        | 34,9      | 1         | 22        | 4,5       | 33          | 45          | 73,3        | 24       | 28       | 52       |        | 4      | 47    | 21    | 24  | 43   | 39,85 | -2   |
| Valentina Gatti  | 34      | 27      |         | 45  | 237  | 33    | 9     | 21        | 47        | 44,7      |           |           |           | 3           | 8           | 37,5        | 28       | 17       | 45       | 3      | 1      | 20    | 5     | 3   | 25   | 43,59 | -12  |
| Maria Laterza    | 18      | 14      |         | 11  | 66   | 14    | 2     | 4         | 17        | 23,5      |           |           |           | 3           | 4           | 75,0        | 8        | 10       | 18       |        | 1      | 11    | 2     | 1   | -6   | 15,11 | -8   |
| Nene Diene       | 15      | 9       |         | 8   | 54   | 5     | 2     | 3         | 9         | 33,3      |           |           |           | 2           | 2           | 100,0       | 3        | 6        | 9        |        |        | 4     | 3     | 2   | 9    | 15,53 | 1    |
| Marta Viale      | 32      | 10      |         | 5   | 28   | 2     | 1     | 2         | 8         | 25,0      | 0         | 1         | 0,0       | 1           | 2           | 50,0        | 1        |          | 1        |        | 1      | 1     | 1     | 2   | -2   | 7,81  | 2    |
| Letizia Gaeta    | 28      | 6       |         | 1   | 11   | 2     | 1     | 0         | 2         | 0,0       | 0         | 1         | 0,0       | 1           | 2           | 50,0        |          | 1        | 1        |        |        | 1     |       |     | -4   | 3,57  | -1   |
| Martina Mandroni | 30      | 6       |         |     | 13   | 2     |       | 0         | 2         | 0,0       | 0         | 2         | 0,0       |             |             |             |          |          |          |        |        | 1     | 1     |     | -6   | 0,00  |      |